# Álvaro Muñoz Vélez
Álvaro Muñoz Vélez es un ingeniero agrónomo, agricultor y político colombiano, exalcalde del Municipio de Valledupar y exsecretario de Agricultura del Cesar.  

## Trayectoria
Muñoz Vélez se dedicó a la siembra del algodón durante la década de 1970 en el departamento del Cesar.

### Alcalde de Valledupar (1987-1988)
En junio de 1988, Muñoz Vélez fue nombrado alcalde de Valledupar. Sería el último alcalde de Valledupar por nombramiento bajo la Constitución de Colombia de 1886. Su reemplazo fue Rodolfo Campo Soto, el primer alcalde de Valledupar electo por votación popular bajo la Constitución de Colombia de 1991. 
Muñoz Vélez estuvo en el cargo de alcalde de Valledupar hasta mayo de 1988.

### Secretario de Agricultura del Cesar (1999-2000)
Durante el periodo de gobierno de Lucas Gnecco Cerchar como gobernador del departamento del Cesar, Muñoz Vélez fue nombrado Secretario de Agricultura. Muñoz Vélez reemplazó en el cargo a Fabio Ávila Araújo.
Como secretario de agricultura, Muñoz abogó por continuar las políticas del exministro de agricultura Carlos Murgas Guerrero e impulsó el sector primario en el departamento del Cesar a través del Fondo de Reactivación Agropecuaria del Cesar (Fondear), especialmente los cultivos de algodón.